# Sojus TM-2
Sojus TM-2 ist die Missionsbezeichnung für den Flug eines sowjetischen Sojus-Raumschiffs zur sowjetischen Raumstation Mir. Es war der zweite Besuch eines Sojus-Raumschiffs bei der Raumstation Mir und der 78. Flug im sowjetischen Sojusprogramm.

## Besatzung

### Startbesatzung
- Juri Wiktorowitsch Romanenko  (3. Raumflug), Kommandant
- Alexander Iwanowitsch Lawejkin  (1. Raumflug), Bordingenieur

### Vorgesehen
- Wladimir Georgijewitsch Titow, Kommandant
- Alexander Alexandrowitsch Serebrow, Bordingenieur

Ursprünglich waren Titow und Serebrow für diesen Flug vorgesehen, während Romanenko und Lawejkin die Ersatzmannschaft bildeten. Aufgrund einer Erkrankung von Serebrow musste die Besatzung ausgetauscht werden.

### Rückkehrbesatzung
- Alexander Stepanowitsch Wiktorenko (1. Raumflug), Kommandant
- Alexander Iwanowitsch Lawejkin  (1. Raumflug), Bordingenieur
- Muhammed Ahmed Faris ( Syrien) (1. Raumflug)

## Missionsüberblick
Die zweite Stammbesatzung der Raumstation Mir verwendete beim Rendezvous das neue Annäherungssystem Kurs, bei dem die Raumstation ihre Orientierung im Raum beibehält, und sich nicht mehr zum Kopplungspartner hin ausrichtet. Die Kopplung erfolgte wiederum nach zweitägigem Flug, der den Raumfahrern mehr Zeit zur Anpassung an die Schwerelosigkeit lässt und eine etwa 50%ige Treibstoffersparnis bedeutet.
An Bord der Station wurden umfangreiche wissenschaftliche Forschungen vorgenommen. Dazu gehörten geophysikalische Untersuchungen über Mittelasien, den Kaspi-Niederungen und dem Kaukasus, Spektralanalysen, die Produktion neuer Halbleitermaterialien mit der Anlage Korund 1M (48 verschiedene Experimente) sowie umfangreiche Erdfotografie. Das Ende März gestartete Raumstationsmodul Kwant (11 t Masse und 5,8 m Länge) dockte am 11. April im zweiten Anlauf an die Station an, nachdem der erste Versuch infolge zu gering eingestellter Fehlertoleranzen automatisch abgebrochen worden war. Um einen Fremdkörper aus dem Kopplungsaggregat zu entfernen, verließen die Kosmonauten am gleichen Tag die Station für drei Stunden und 40 Minuten. Anschließend wurde das Elektrolysesystem zur Sauerstoffversorgung in Betrieb genommen und verstärkt astronomische Forschungen durchgeführt. Weitere Experimente betrafen medizinische Untersuchungen, Forschungen zum Verdampfen von Flüssigkeiten, die Herstellung von Metalllegierungen (z. B. aus Kupfer und Silber), das Wachstum höherer Pflanzen in den Terrarien Phyton und Rost sowie die Montage eines Mehrkanalspektrometers und eines Fotometers für astrophysikalische Experimente. Mit ihnen wurden unter anderem die Supernova 1987A und Neutronensterne unter die Lupe genommen. Zwei weitere Ausstiege galten der Erweiterung der Station durch eine Gitterstruktur (1:53 h) und der Montage zusätzlicher Segmente (24 m²) an der dritten Solarzellenfläche (3:15 h). Zusätzlich wurden Wartungsarbeiten durchgeführt und der Nachschub der Transportraumschiffe Progress 27 bis 30 in Empfang genommen. Mit der Gastbesatzung wurden ebenfalls wissenschaftliche Experimente ausgeführt. Alexander Lawejkin kehrte wegen gesundheitlicher Probleme bereits vorzeitig zur Erde zurück und wurde durch Alexander Alexandrow ersetzt.
Nach dem Besatzungswechsel wurden mehr als 1000 astrophysikalische, geophysikalische, technologische, medizinische und biologische Experimente durchgeführt. Dazu gehörte die Untersuchung von Röntgenstrahlungsquellen (u. a. einer neu entdeckten Galaxie), die Messung hochenergetischer Elektronen- und Positronenströme sowie die Untersuchung von Prozessen beim Schmelzen und Kristallisieren verschiedener Materialien mit einem Spiegel-Strahlofen. Studiert wurden ebenso kosmische Einflüsse auf neuartige Konstruktionsmaterialien und Wärmedämmungen für Raumflugkörper. Außerdem wurde ein Polyacrylamidgel synthetisiert, welches bei der Herstellung biologisch aktiver Substanzen Verwendung findet. Zur Versorgung wurden die Transportraumschiffe Progress 31 bis 33 entladen. Die Station wurde im Dezember an die Nachfolgecrew übergeben. Die alte Stammbesatzung kehrte mit Sojus TM-3 zur Erde zurück. Nach nahezu elf Monaten im All hatte Juri Romanenko für knapp ein Jahr den alleinigen Langzeitflugrekord inne.